# El Mangui
Manuel Rodríguez Blanco, apodado El Mangui,(Sanlúcar de Barrameda, 2 de octubre de 1960) es un matador de toros y banderillero español, que estuvo en activo hasta el año 2008, cuando se retiró de los ruedos. Desde entonces y hasta 2013, actuó como veedor de toros. 
Durante su etapa de novillero, a mediados de los ochenta, cosechó un gran éxito en las plazas, compartiendo cartel con toreros como el sevillano Juan Antonio Ruiz «Espartaco». Como banderillero cosechó gran éxito, formando parte de las cuadrillas de Miguel Báez Spínola "El Litri", José María Manzanares Jr. o Javier Conde.
En el año 2013, durante una visita a la ganadería de Salvador Domecq, "El Mangui" sufrió un ictus cerebral que lo retiró definitivamente del mundo de los toros.

## Trayectoria

### Inicios como novillero
Manuel Rodríguez "El Mangui" inicia su dedicación al mundo del toro desde joven cuando, a los diez años, se enfrenta por primera vez a una becerra en la ganadería de Joaquín Buendía.
En 1977, a los diecisiete años, debuta de luces como novillero sin caballos en tierra natal, Sanlúcar de Barrameda. El éxito de su actuación le llevará a seguir toreando en esta plaza durante ese año en diferentes ocasiones, cosechando grandes éxitos junto a toreros incipientes de su tiempo como Paco Ojeda. 
El 17 de marzo de 1978 tiene lugar su presentación como novillero con caballos en la Plaza de toros de Benidorm (Alicante), con toros de la ganadería del Conde de Mayalde y en un cartel conformado por Manuel de los Reyes y Juan Antonio Ruiz «Espartaco». Ese mismo año toreará en diferentes plazas de toda la geografía española, sumando hasta un total de 35 festejos.
El año de 1979 fue decisivo para la carrera de "El Mangui", cuando actúa por primera vez en la Plaza de toros de Sevilla, donde corta tres orejas; y en la Las Ventas (Madrid), donde actuó junto a Luis Reina y Mario Arévalo "Triana", saldándose su actuación con una vuelta al ruedo. El éxito de la temporada se saldó con casi cuarenta novilladas toreadas. 

### Carrera como matador de toros
El torero gaditano inició su trayectoria en el escalafón mayor en la temporada de 1980. En este año fue cuando tomó la alternativa como matador de toros, haciéndolo el 16 de agosto de 1980, en la Real Plaza de Toros de El Puerto de Santa María. En aquella ocasión compartió cartel con José Martínez "Limeño" y Palomo Linares, siendo el toro de su alternativa "Catetón", del hierro de José Luis Osborne.
La fortuna que había cosechado como novillero no la obtuvo como matador de toros, ya que en sus dos primeras temporadas no llegó a torear más de 10 corridas de toros.  Así llega a 1982, cuando "El Mangui" llega a la Plaza de Las Ventas para confirmar su alternativa junto a Manuel Ruiz "Manili" y Mario Arévalo "Triana". En aquella tarde, en la que "Triana" fue corneado, el torero gaditano no tuvo suerte con los aceros y la prensa lo tildó de "desventajado discípulo".
En estos mismos años mantuvo algunos compromisos pero ante la falta de oportunidades optó por cambiar el traje de oro por la plata, haciéndose banderillero. 

### Carrera como banderillero
Entre 1986 y 1987, Manuel Rodríguez "El Mangui" decide pasar al escalafón de subalternos, donde terminará cosechando gran carrera dentro del mundo taurino. Desde sus inicios, consigue diversos premios por su labor como peón, como ocurrió en la Plaza de toros de Algeciras en 1987, pero también en Zaragoza, Huelva o Castellón en 1990.
Sus inicios como banderillero fueron junto a toreros como Antonio Chenel "Antoñete", José Luis Galloso o Miguel Báez Spínola "El Litri", con quien permaneció una década entre sus filas. Asimismo, "El Mangui" actuó bajo las órdenes de Juan José Padilla, José María Manzanares Jr. o Javier Conde. Tras estar varias temporadas toreando con el diestro malagueño, Manuel Rodríguez se cortó la coleta y se retiró de los ruedos.
Desde entonces y hasta el año 2013, "El Mangui" trabajó como veedor de toros para empresas y toreros. Durante una visita a la ganadería de Salvador Domecq sufrió un ictus cerebral que hizo peligrar por su vida. Un año más tarde, los matadores de toros con los que él había actuado durante años le realizaron un festival benéficos para recaudar fondos para su rehabilitación.

## Percances
Durante su carrera como torero - tanto de oro como de plata -, Manuel Rodríguez "El Mangui" sufrió dos importantes percances. El primero de ellos tuvo lugar el 9 de agosto de 1978 en la Plaza de toros de Pegalajar (Jaén) y el  segundo en la Plaza de toros Monumental de Barcelona, el 2 de julio de 2006, donde sufrió una grave cornada de un toro de Zalduendo, que le propinó una cornada de tres trayectorias que le destrozó el muslo.